# ناقصة شجرية
ناقصة شجرية (الاسم العلمي:Amorpha arborea) هو نوع من النباتات يتبع جنس الناقصة من فصيلة البقولية.